# Rodrigo Chagas (calciatore uruguaiano)
Rodrigo Sebastián Chagas Díaz, noto semplicemente come Rodrigo Chagas (Artigas, 20 agosto 2003), è un calciatore uruguaiano, centrocampista della Juventud in prestito dal Nacional.

## Carriera

### Club
Chagas ha iniziato a giocare a calcio con il Nacional, con cui ha debuttato fra i professionisti il 22 settembre 2022, in una vittoria per 1-0 contro il Rampla Juniors in Copa Uruguay. L'anno successivo ha esordito anche in Primera División nella vittoria per 3-1 contro il Boston River.

### Nazionale
Nel gennaio del 2023 è stato incluso da Marcelo Broli nella rosa della nazionale Under-20 uruguaiana per il campionato sudamericano di categoria in Colombia, perso in finale contro il Brasile. L'8 maggio dello stesso anno è stato convocato anche per il Mondiale di categoria in Argentina, vinto in finale contro l'Italia.

## Statistiche

### Presenze e reti nei club
| Stagione        | Squadra         | Campionato      | Campionato | Campionato | Coppe nazionali | Coppe nazionali | Coppe nazionali | Coppe continentali | Coppe continentali | Coppe continentali | Altre coppe | Altre coppe | Altre coppe | Totale | Totale | Totale |
| Stagione        | Squadra         | Comp            | Pres       | Reti       | Comp            | Pres            | Reti            | Comp               | Pres               | Reti               | Comp        | Pres        | Reti        | Pres   | Reti   |        |
| --------------- | --------------- | --------------- | ---------- | ---------- | --------------- | --------------- | --------------- | ------------------ | ------------------ | ------------------ | ----------- | ----------- | ----------- | ------ | ------ | ------ |
| 2022            | Nacional        | PD              | 0          | 0          | CU              | 1               | 0               | CL+CS              | 0                  | 0                  |             | -           | -           | 1      | 0      |        |
| 2023            | Nacional        | PD              | 11         | 0          | CU              | 0               | 0               | CL                 | 0                  | 0                  |             | -           | -           | 11     | 0      |        |
| 2024            | Nacional        | PD              | 2          | 0          | CU              | 0               | 0               | CL                 | 1                  | 0                  |             | -           | -           | 3      | 0      |        |
| Totale carriera | Totale carriera | Totale carriera | 13         | 0          |                 | 1               | 0               |                    | 1                  | 0                  |             | -           | -           | 15     | 0      |        |